# Eerste divisie 2001/02
Het seizoen 2001/02 van de Nederlandse Eerste Divisie had FC Zwolle als kampioen. Zwolle promoveerde daarmee naar de Eredivisie. Via de nacompetitie wisten ook Excelsior en RBC Roosendaal te promoveren.

## Reguliere competitie

### Eindstand
| pos | club                | gs | w  | g  | v  | pnt | dv | dt  | ds  |
| --- | ------------------- | -- | -- | -- | -- | --- | -- | --- | --- |
| 1.  | FC Zwolle           | 34 | 22 | 7  | 5  | 73  | 65 | 36  | 29  |
| 2.  | Excelsior           | 34 | 21 | 7  | 6  | 70  | 73 | 31  | 42  |
| 3.  | RBC Roosendaal      | 34 | 21 | 5  | 8  | 68  | 76 | 40  | 36  |
| 4.  | ADO Den Haag        | 34 | 18 | 9  | 7  | 63  | 53 | 36  | 17  |
| 5.  | Emmen               | 34 | 17 | 8  | 9  | 59  | 53 | 43  | 10  |
| 6.  | FC Volendam         | 34 | 15 | 8  | 11 | 53  | 66 | 48  | 18  |
| 7.  | Cambuur Leeuwarden  | 34 | 15 | 6  | 13 | 51  | 50 | 42  | 8   |
| 8.  | Heracles Almelo     | 34 | 14 | 6  | 14 | 48  | 52 | 51  | 1   |
| 9.  | Stormvogels Telstar | 34 | 12 | 9  | 13 | 45  | 55 | 49  | 6   |
| 10. | Dordrecht '90       | 34 | 12 | 9  | 13 | 45  | 66 | 66  | 0   |
| 11. | BV Veendam          | 34 | 13 | 6  | 15 | 45  | 60 | 62  | -2  |
| 12. | Haarlem             | 34 | 10 | 8  | 16 | 38  | 37 | 46  | -9  |
| 13. | VVV                 | 34 | 11 | 5  | 18 | 38  | 51 | 64  | -13 |
| 14. | MVV                 | 34 | 10 | 7  | 17 | 37  | 49 | 61  | -12 |
| 15. | Helmond Sport       | 34 | 8  | 13 | 13 | 37  | 34 | 51  | -17 |
| 16. | Go Ahead Eagles     | 34 | 9  | 9  | 16 | 36  | 48 | 62  | -14 |
| 17. | Eindhoven           | 34 | 8  | 7  | 19 | 31  | 52 | 77  | -25 |
| 18. | TOP Oss             | 34 | 3  | 5  | 26 | 14  | 25 | 100 | -75 |

### Legenda
| Kleur | Kwalificatie voor                             |
| ----- | --------------------------------------------- |
|       | Promotie naar de Eredivisie                   |
|       | Nacompetitie voor promotie naar de Eredivisie |

### Uitslagen
|                     | ADO   | CAM   | D90   | EIN   | EMM   | EXC   | GAE   | HFC   | HSP   | HER   | MVV   | RBC   | TEL   | TOP   | VEE   | VOL   | VVV   | ZWO   |
| ------------------- | ----- | ----- | ----- | ----- | ----- | ----- | ----- | ----- | ----- | ----- | ----- | ----- | ----- | ----- | ----- | ----- | ----- | ----- |
| ADO Den Haag        |       | 0 – 0 | 0 – 1 | 2 – 1 | 3 – 0 | 4 – 2 | 4 – 0 | 3 – 1 | 0 – 0 | 1 – 0 | 1 – 0 | 1 – 2 | 1 – 1 | 2 – 0 | 2 – 0 | 1 – 1 | 3 – 3 | 1 – 1 |
| Cambuur Leeuwarden  | 2 – 4 |       | 1 – 1 | 3 – 0 | 0 – 1 | 0 – 2 | 2 – 1 | 1 – 1 | 2 – 1 | 1 – 1 | 1 – 2 | 1 – 0 | 1 – 0 | 4 – 0 | 1 – 3 | 2 – 1 | 3 – 1 | 1 – 1 |
| Dordrecht '90       | 1 – 2 | 3 – 1 |       | 4 – 1 | 2 – 2 | 0 – 2 | 8 – 0 | 3 – 1 | 2 – 2 | 3 – 1 | 2 – 1 | 2 – 4 | 2 – 2 | 2 – 2 | 1 – 3 | 1 – 0 | 2 – 1 | 1 – 1 |
| Eindhoven           | 1 – 3 | 0 – 3 | 1 – 0 |       | 1 – 1 | 0 – 1 | 1 – 1 | 3 – 0 | 1 – 1 | 0 – 2 | 1 – 1 | 1 – 2 | 0 – 4 | 3 – 1 | 3 – 4 | 1 – 4 | 6 – 0 | 4 – 2 |
| Emmen               | 1 – 1 | 2 – 1 | 2 – 2 | 1 – 0 |       | 1 – 3 | 1 – 1 | 2 – 1 | 4 – 0 | 1 – 0 | 3 – 0 | 2 – 3 | 0 – 3 | 2 – 0 | 3 – 2 | 1 – 0 | 3 – 1 | 0 – 0 |
| Excelsior           | 1 – 2 | 3 – 0 | 2 – 1 | 1 – 0 | 4 – 0 |       | 1 – 1 | 5 – 0 | 1 – 0 | 3 – 3 | 2 – 0 | 1 – 2 | 1 – 1 | 3 – 0 | 2 – 0 | 2 – 2 | 1 – 0 | 3 – 0 |
| Go Ahead Eagles     | 0 – 1 | 0 – 1 | 4 – 2 | 3 – 1 | 2 – 3 | 0 – 0 |       | 3 – 2 | 0 – 1 | 3 – 1 | 1 – 2 | 2 – 2 | 2 – 2 | 6 – 0 | 2 – 0 | 2 – 5 | 2 – 0 | 0 – 1 |
| Haarlem             | 1 – 2 | 2 – 0 | 1 – 3 | 0 – 2 | 1 – 1 | 3 – 0 | 1 – 1 |       | 1 – 1 | 0 – 0 | 0 – 0 | 0 – 3 | 0 – 2 | 3 – 0 | 0 – 1 | 1 – 0 | 0 – 0 | 1 – 1 |
| Helmond Sport       | 2 – 0 | 0 – 2 | 2 – 4 | 3 – 0 | 1 – 1 | 1 – 1 | 1 – 2 | 0 – 3 |       | 0 – 0 | 2 – 1 | 1 – 5 | 2 – 1 | 1 – 1 | 2 – 1 | 1 – 5 | 2 – 0 | 1 – 4 |
| Heracles Almelo     | 0 – 0 | 2 – 0 | 1 – 2 | 4 – 0 | 1 – 0 | 1 – 2 | 3 – 1 | 1 – 2 | 2 – 1 |       | 1 – 2 | 0 – 4 | 3 – 5 | 3 – 0 | 4 – 1 | 3 – 2 | 4 – 1 | 0 – 1 |
| MVV                 | 1 – 0 | 1 – 4 | 3 – 3 | 2 – 2 | 2 – 3 | 1 – 7 | 4 – 2 | 2 – 0 | 1 – 1 | 2 – 3 |       | 2 – 0 | 2 – 0 | 7 – 0 | 0 – 1 | 2 – 2 | 0 – 1 | 1 – 3 |
| RBC Roosendaal      | 3 – 0 | 2 – 1 | 3 – 1 | 5 – 2 | 0 – 3 | 3 – 0 | 0 – 1 | 2 – 0 | 1 – 1 | 2 – 0 | 1 – 1 |       | 5 – 2 | 4 – 0 | 2 – 0 | 1 – 2 | 2 – 0 | 5 – 1 |
| Stormvogels Telstar | 1 – 2 | 1 – 3 | 1 – 1 | 3 – 3 | 1 – 0 | 1 – 3 | 1 – 0 | 0 – 1 | 2 – 0 | 1 – 2 | 4 – 0 | 2 – 2 |       | 3 – 0 | 1 – 5 | 0 – 0 | 4 – 2 | 1 – 2 |
| TOP Oss             | 0 – 1 | 0 – 3 | 2 – 1 | 2 – 3 | 1 – 3 | 1 – 5 | 1 – 0 | 0 – 4 | 0 – 1 | 1 – 2 | 3 – 1 | 1 – 3 | 1 – 1 |       | 1 – 5 | 1 – 1 | 2 – 2 | 2 – 3 |
| BV Veendam          | 3 – 4 | 1 – 1 | 4 – 3 | 1 – 3 | 1 – 2 | 1 – 1 | 2 – 2 | 0 – 3 | 1 – 0 | 1 – 1 | 2 – 3 | 2 – 2 | 1 – 0 | 6 – 1 |       | 1 – 0 | 1 – 3 | 0 – 3 |
| FC Volendam         | 1 – 1 | 0 – 2 | 4 – 0 | 4 – 4 | 2 – 1 | 0 – 2 | 3 – 1 | 2 – 1 | 0 – 0 | 6 – 1 | 2 – 1 | 3 – 1 | 0 – 2 | 4 – 1 | 3 – 1 |       | 2 – 1 | 1 – 3 |
| VVV                 | 4 – 1 | 2 – 1 | 3 – 1 | 7 – 2 | 0 – 2 | 1 – 6 | 1 – 1 | 1 – 2 | 0 – 0 | 1 – 2 | 2 – 1 | 2 – 0 | 0 – 1 | 3 – 0 | 2 – 4 | 2 – 3 |       | 2 – 0 |
| FC Zwolle           | 1 – 0 | 3 – 1 | 6 – 1 | 2 – 1 | 3 – 1 | 1 – 0 | 4 – 1 | 1 – 0 | 2 – 2 | 1 – 0 | 1 – 0 | 2 – 0 | 2 – 1 | 5 – 0 | 1 – 1 | 3 – 1 | 0 – 2 |       |

### Topscorers
| Pos. | Speler             | Club                | Goals |
| ---- | ------------------ | ------------------- | ----- |
| 1.   | Ivan Cvetkov       | BV Veendam          | 22    |
| 2.   | Geert den Ouden    | RBC Roosendaal      | 20    |
|      | Bernard Hofstede   | VVV                 | 20    |
|      | Laurens ten Heuvel | Stormvogels Telstar | 20    |
| 5.   | Roy Stroeve        | Heracles Almelo     | 17    |
| 6.   | Marco Boogers      | Dordrecht '90       | 16    |
|      | Jan Bruin          | Cambuur Leeuwarden  | 16    |
|      | Emiel van Eijkeren | ADO Den Haag        | 16    |
| 9.   | Thomas Buffel      | Excelsior           | 15    |
|      | Maurice Buys       | FC Volendam         | 15    |
|      | Mark de Vries      | Dordrecht '90       | 15    |
|      | Cecilio Lopes      | Excelsior           | 15    |
|      | Wasiu Taiwo        | MVV                 | 15    |
|      | Henk Vos           | RBC Roosendaal      | 15    |

## Nacompetitie

### Groep A

#### Eindstand
| pos | club               | gs | w | g | v | pnt | dv | dt | ds  |
| --- | ------------------ | -- | - | - | - | --- | -- | -- | --- |
| 1.  | RBC Roosendaal     | 6  | 5 | 1 | 0 | 16  | 15 | 5  | 10  |
| 2.  | FC Den Bosch       | 6  | 4 | 0 | 2 | 12  | 16 | 9  | 7   |
| 3.  | Emmen              | 6  | 1 | 1 | 4 | 4   | 10 | 15 | -5  |
| 4.  | Cambuur Leeuwarden | 6  | 1 | 0 | 5 | 3   | 8  | 20 | -12 |

#### Legenda
| Kleur | Kwalificatie voor                 |
| ----- | --------------------------------- |
|       | Promotie naar de Eredivisie       |
|       | Degradatie naar de Eerste Divisie |

#### Uitslagen
|                    | DBO   | CAM   | EMM   | RBC   |
| ------------------ | ----- | ----- | ----- | ----- |
| FC Den Bosch       |       | 5 – 2 | 3 – 1 | 1 – 4 |
| Cambuur Leeuwarden | 0 – 3 |       | 4 – 2 | 0 – 3 |
| Emmen              | 0 – 3 | 5 – 1 |       | 0 – 2 |
| RBC Roosendaal     | 2 – 1 | 2 – 1 | 2 – 2 |       |

### Groep B

#### Eindstand
| pos | club         | gs | w | g | v | pnt | dv | dt | ds |
| --- | ------------ | -- | - | - | - | --- | -- | -- | -- |
| 1.  | Excelsior    | 6  | 3 | 1 | 2 | 10  | 10 | 8  | 2  |
| 2.  | FC Volendam  | 6  | 3 | 0 | 3 | 9   | 10 | 14 | -4 |
| 3.  | ADO Den Haag | 6  | 2 | 2 | 2 | 8   | 13 | 9  | 4  |
| 4.  | Sparta       | 6  | 2 | 1 | 3 | 7   | 10 | 12 | -2 |

#### Legenda
| Kleur | Kwalificatie voor                 |
| ----- | --------------------------------- |
|       | Promotie naar de Eredivisie       |
|       | Degradatie naar de Eerste divisie |

#### Uitslagen
|              | ADO   | EXC   | SPA   | VOL   |
| ------------ | ----- | ----- | ----- | ----- |
| ADO Den Haag |       | 1 – 2 | 3 – 3 | 1 – 2 |
| Excelsior    | 1 – 1 |       | 2 – 1 | 4 – 2 |
| Sparta       | 1 – 3 | 1 – 0 |       | 1 – 3 |
| FC Volendam  | 0 – 4 | 2 – 1 | 1 – 3 |       |

Eerste klasse

1955/56

Eerste divisie

1956/57 · 1957/58 · 1958/59 · 1959/60 · 1960/61 · 1961/62 · 1962/63 · 1963/64 · 1964/65 · 1965/66 · 1966/67 · 1967/68 · 1968/69 · 1969/70 · 1970/71 · 1971/72 · 1972/73 · 1973/74 · 1974/75 · 1975/76 · 1976/77 · 1977/78 · 1978/79 · 1979/80 · 1980/81 · 1981/82 · 1982/83 · 1983/84 · 1984/85 · 1985/86 · 1986/87 · 1987/88 · 1988/89 · 1989/90 · 1990/91 · 1991/92 · 1992/93 · 1993/94 · 1994/95 · 1995/96 · 1996/97 · 1997/98 · 1998/99 · 1999/00 · 2000/01 · 2001/02 · 2002/03 · 2003/04 · 2004/05 · 2005/06 · 2006/07 · 2007/08 · 2008/09 · 2009/10 · 2010/11 · 2011/12 · 2012/13 · 2013/14 · 2014/15 · 2015/16 · 2016/17 · 2017/18 · 2018/19 · 2019/20 · 2020/21 · 2021/22 · 2022/23 · 2023/24 · 2024/25

Eredivisie · Eerste divisie · Johan Cruijff Schaal · KNVB Beker · Play-offs
ADO Den Haag · 
Cambuur Leeuwarden · 
Dordrecht '90 · 
Eindhoven · 
Emmen · 
Excelsior · 
Go Ahead Eagles · 
Haarlem ·
Helmond Sport · 
Heracles Almelo · 
MVV · 
RBC Roosendaal · 
Stormvogels Telstar · 
TOP Oss · 
BV Veendam · 
FC Volendam · 
VVV · 
FC Zwolle